# Callispa picitarsis
Callispa picitarsis là một loài bọ cánh cứng trong họ Chrysomelidae. Loài này được Uhmann, 193 miêu tả khoa học năm 1932.